# 48 Batalion Saperów (1939)
48 batalion saperów (48 bsap) – pododdział saperów Wojska Polskiego II RP.
Batalion nie występował w pokojowej organizacji wojska. Został sformowany w 1939 przez 8 batalion saperów z Torunia.

## Formowanie i działania
Batalion został sformowany 26 marca 1939, w Toruniu, według planu mobilizacyjnego „W”, w mobilizacji alarmowej, w grupie jednostek oznaczonych kolorem niebieskim. Jednostką mobilizującą był 8 batalion saperów. Równocześnie został sformowany pluton mostowy 4-tonowy nr 48. Batalion razem z plutonem mostowym został podporządkowany dowódcy Armii „Pomorze”. W składzie tej armii wziął udział w kampanii wrześniowej.
2 sierpnia 1939 roku, w koszarach 8 bsap, została zmobilizowana 2 kompania pod dowództwem porucznika służby stałej Tadeusza Jarzymowskiego, absolwenta Szkoły Podchorążych Inżynierii z 1933 roku. 2 września 48 batalion z rejonu Torunia przetransportował do Bydgoszczy człony mostowe i rozpoczął budowę przeprawy w rejonie Fordonu, po nalocie samolotów niemieckich, most rozczłonkowano i przetransportowano w rejon Solca Kujawskiego. Po licznych nalotach batalion otrzymał nowy rozkaz wieczorem 3 września, przemieścić most w rejon Torunia i następnie Złotorii, gdzie dotarł w dniu 5 września. 6 września żołnierze batalionu budowali lekkie przeprawy promowe między Toruniem a Ciechocinkiem. 9 września batalion dostał rozkaz zniszczenia mostów i przepraw i udanie się w rejon Sochaczewa. 11 września batalion wziął udział w natarciu na Sochaczew. W nocy z 11 na 12 września batalion budował most przez Bzurę. W dniu 18 września część batalionu dostała się do niewoli niemieckiej.

## Struktura i obsada etatowa
Obsada personalna we wrześniu 1939:
- dowódca batalionu – mjr Wacław Wasliewski
- zastępca dowódcy batalionu – kpt. Antom Brzostowicz
- dowódca 1 kompanii saperów – por. Tadeusz Jarzymowski
- dowódca I plutonu – ppor. rez. Bohdan Wierzbicki
- dowódca II plutonu – ppor. rez. Marian Dunkiewicz
- dowódca III plutonu – ppor. rez. Piotr Maciej Kozłowski
- zastępca dowódcy III plutonu – kpr. rez. Zieliński
- dowódca IV plutonu – ppor. rez. Julian Sawicki
- dowódca 2 kompanii saperów – kpt. Antom Brzstowicz
- dowódca kolumny saperskiej – ppor. rez. Julian Sawicki